# Is You Is or Is You Ain’t My Baby
«Is You Is or Is You Ain’t My Baby» — песня Луи Джордана 1944 года, выпущенная на стороне «B» сингла «G.I. Jive». Занимала первое место в биллбордовских списках песен США в жанрах фолк и кантри. Луи Джордан в течение трёх недель держался на втором месте в списке популярных исполнителей и на третьем месте в списке исполнителей R&B. Песня была написана в соавторстве с Билли Остином (6 марта 1896 (Денвер, Колорадо) — 24 июля 1964, поэт-песенник). Фраза «is you is or is you ain’t my baby» — диалектная, зарегистрирована, приблизительно, в 1921 году Октавусом Роем Коэном, еврейским писателем из Южной Каролины, который написал юмористический рассказ на «чёрном» диалекте. Глен Миллер записал эту песню во время второй мировой войны в Европе.

## Кавер-версии
- Песня стала джазовым стандартом и исполнялась сёстрами Эндрюс, Бингом Кросби, Нат Кинг Коулом, Бастером Брауном, Рэни Олстэд, Диной Вашингтон, Анитой О’Дэй, Джо Виллиамсом, Би Би Кингом, Скримин Джей Хокинсом, Джо Джэксоном и Эмили Клэр-Барноу.
- Ремикс от Rae & Christian на версию Дины Вашингтон в альбоме «Verve Remixed» (2002).

## В массовой культуре
- Песня используется в фильме «Следуя за парнями» (1944) с Марлен Дитрих.
- Исполняется в мультфильме «Том и Джерри» в серии «Шумная серенада» (1946) котом Томом.
- Используется в заключительной сцене последней серии первого сезона британского ситкома «Spaced».
- Версия Аниты О’Дэй используется в открывающих титрах в фильме "Клуб «Shortbus» (2006) и в главном меню одноимённого DVD-диска.
- Ремикс от DJ Shark («Dinah Washington vs. DJ Shark»), используется в фильме Майкла Дугласа «Дела семейные» (2003). Из-за невыполнения лейблом сроков записи этот вариант не попал на диск с официальным саундтреком к фильму.
- Баста Раймс использовал цитату «is you is or is you ain’t my baby» в песне «Light Your Ass On Fire», входящей в альбом «The Neptunes present… clones».
- Используется в фильме «Самый лучший папа» (2009) с Робином Уильямсом. Исполняется Брюсом Хорнсби.
- Звучит во второй серии второго сезона сериала «Детектив Раш».
- Покемон (аниме)- Тимон пел песню для Мэй в 6 сезоне исполняет Уэйн Грейсон.